# Damien Varley
Pour les articles homonymes, voir Varley (homonymie).

a Compétitions nationales et continentales officielles uniquement.

b Matchs officiels uniquement.
Dernière mise à jour le 2 juin 2020.
Damien Varley, né le 29 octobre 1983, est un joueur international irlandais de rugby à XV. Il évolue au poste de talonneur et joue actuellement avec la province du Munster.

## Biographie
Damien Varley est formé au Garryowen Football Club, un club affilié à la fédération du Munster. Il rejoint l'équipe du Munster Rugby en 2006 et dispute la Celtic League. Il reste deux saisons avant de s'engager en 2008 avec les London Wasps qui disputent le Guinness Premiership. Mais il n'arrive pas à se faire une place de titulaire, ne disputant que quatre rencontres sur l'ensemble de la saison. Il revient finalement en 2009 jouer avec le Munster. S'il ne participe pas aux victoires du Munster, lors des éditions 2006 et 2008 de Coupe d'Europe, il participe néanmoins à la demi-finale perdue face au Biarritz olympique en 2010.
Damien Varley dispute son premier match sous les couleurs de l'Irlande, le 26 juin 2010, lors du test match contre l'Afrique du Sud. Il rentre à la 70e minute pour remplacer Sean Cronin. Le 8 novembre 2010, il est convoqué par Declan Kidney pour participer aux test-matchs d'automne.